# Anseremme
Anseremme (en wallon Ans'rème) est un village en bord de Meuse (rive droite), au sud de la ville ville de Dinant dont il fait aujourd'hui administrativement partie (Province de Namur, en Région wallonne de Belgique).  C'était une commune à part entière avant la fusion des communes de 1964. Situé à l'embouchure de la Lesse et dans une boucle de la Meuse le village a développé une infrastructure touristique importante.   

## Étymologie et Histoire
817 Anseromia, 1203 Ansoromia
Propriété de *Anshram (germanique *Ans[uz] « dieu souverain » et *hramn « corbeau »), anthroponyme germanique (?).

## Géographie
Anseremme est situé au confluent de la Lesse et de la Meuse.

## Évolution démographique
- Source: DGS, 1831 à 1970=recensements population, 1976= habitants au 31 décembre

## Histoire
En 817, le prince-évêque de Liège confirmait au monastère de Saint-Hubert des biens à "Anseromia" (Wampach UQB I, no. 58).
Commune du département de Sambre-et-Meuse sous le régime français.

## Patrimoine et culture

### Patrimoine architectural
- Un prieuré dépendant de l'abbaye de Saint-Hubert en Ardenne est établi au XVe siècle. Pendant deux siècles, il servit de résidence d'été aux moines. A côté de l'ancienne église il se trouve au centre de la partie ancienne du village, entouré du cimetière. Ses bâtiments ont été restaurés[3].
- L'église Sainte-Anne, à la  confluence de la Lesse avec la Meuse, date du début du XXe siècle.

- Les rochers de Freyr se trouvent à l'extrémité sud du village.
- La gare d'Anseremme est le premier point d'arrêt sur la ligne 166 qui va de Dinant à Bertrix.

## Économie

### Cmmunication
La route nationale 97 qui va de Philippeville à Liège enjambe à grande hauteur le chemin de fer, la Meuse et la route nationale 95 (Dinant-Beauraing-Bouillon) : c'est le Viaduc Charlemagne qui se trouve entre Dinant et Anseremme.

### Tourisme et loisirs
Anseremme est connue comme étant l'arrivée de la descente de la Lesse en kayak. Les participants peuvent laisser leur voiture à Anseremme et rejoindre un des deux départs de la descente, Gendron ou Houyet, en train ou en bus.

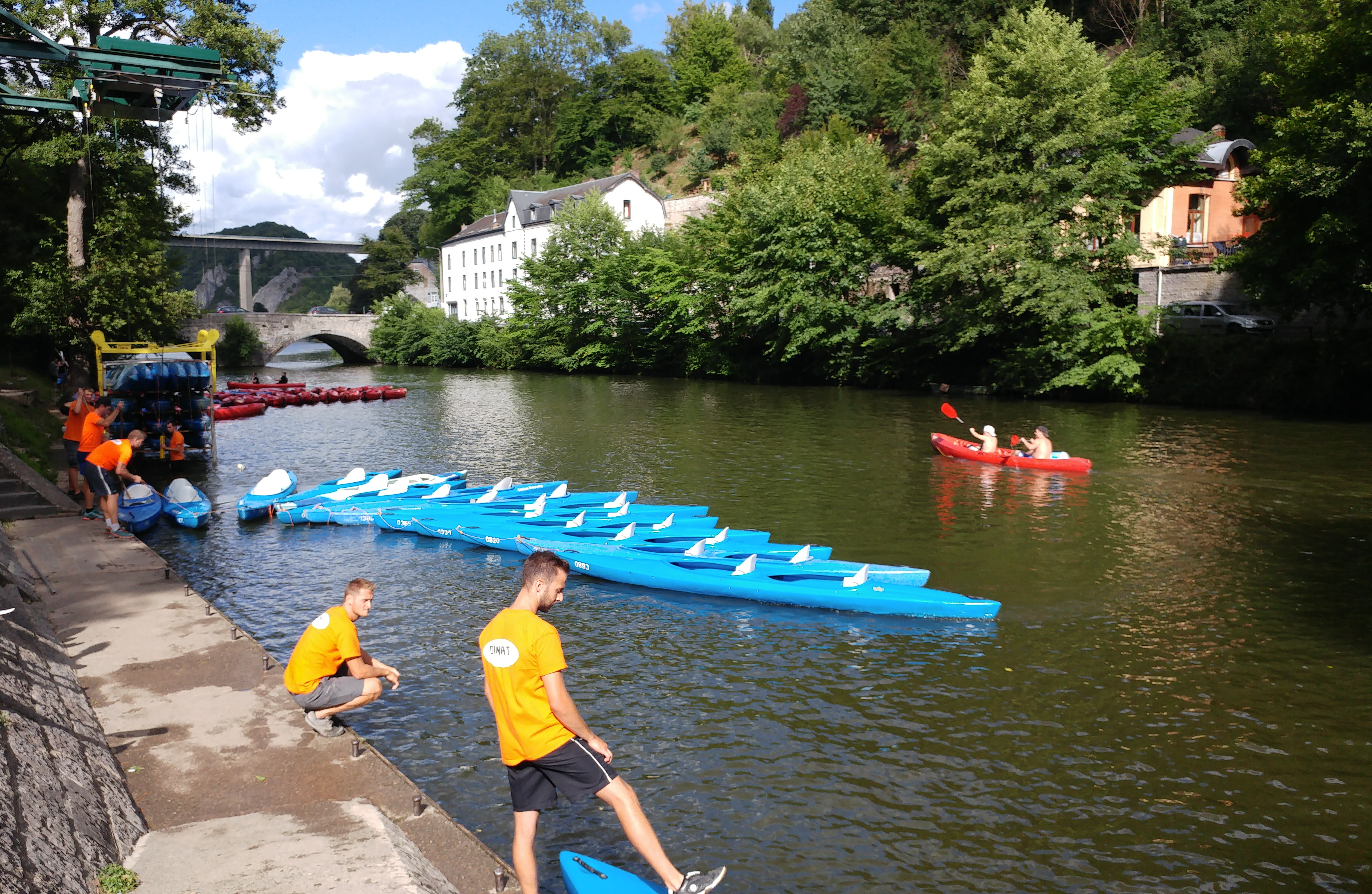
Arrivée de la descente de la Lesse à Anseremme. Les kayaks sont rassemblées avant d'être remonté en camions.

## Personnalités
- Maxime Richard, double champion du monde de kayak rivière sprint, est né à Anseremme.